# Мардиганян, Аврора
Аврора (Аршалуйс) Мардиганян (арм. Աուրորա [Արշալոյս] Մարտիկանեան; 12 января 1901, Чемишгезек, ил Элязыг, Османская империя — 6 февраля 1994, Лос-Анджелес, Калифорния, США) — армянско-американская писательница, мемуарист, актриса, жертва геноцида армян, оставшаяся в живых.

## Биография
Родилась в многодетной семье крестьянина и производителя шёлка, родом из Чмшкацага в турецкой провинции Дерзим (современное название — Тунджели). Училась, была подающей надежды скрипачкой.
Во время трагических событий 1915 года, её отца, сестёр и троих братьев убили у неё на глазах. Саму Аршалуйс, её сестер и мать в числе других армянских женщин депортировали в сирийские пустыни. Затем она была похищена и продана на рынке рабов в Анатолии в гарем вождя племени за 85 центов США. 14-летняя Аршалуйс подвергалась насилию и избиениям в гаремах курдских племён и турецких чиновников. Спустя два года, она спасаясь от насильственного обращения в другую веру, сбежала из турецкого гарема, снова была схвачена работорговцами и снова бежала. Совершив переход более 1500 км по горам Дерзима, на который у неё ушло 18 месяцев, скрываясь в лесах и пещерах, питаясь растениями и корнями, она босиком, полуголая и изголодавшаяся, добралась до Эрзерума, который занимали тогда русские войска. Попав к американским миссионерам, она при помощи Армянского национального союза и Американского комитета помощи Армении и Сирии, выехала в Россию, через Тифлис (современный Тбилиси, Грузия), в Санкт-Петербург, добралась до Осло, а затем в Нью-Йорк (США).
Была принята армянской семьёй из Нью-Йорка. Её история привлекла внимание журналистов. Рассказ Аршалуйс о геноциде армян был опубликован в газетах Нью-Йорка и Лос-Анджелеса в конце 1918 года. В декабре того же года была издана книга «Растерзанная Армения». На протяжении двух последующих десятилетий книгу переиздавали дважды. В общей сложности было продано около 900 тысяч экземпляров, включая издания на испанском, голландском и польском языках. В конце 1918 года компания Selig Polyscope начала съёмки немого фильма по книге Мардиганян, первого фильма о Геноциде армян. Главную роль в нём — саму себя — сыграла Аршалуйс. В целях личной безопасности она сменила имя на Аврору Мардиганян. Отснятый материал был изучен виконтом Джеймсом Брайсом, Президентом Американского комитета помощи Армении и Сирии, бывшим послом Великобритании в США и Генри Моргентау, американским послом в Турции, и получил от них высокую оценку.
«Растерзанная Армения», известная в некоторых странах под названием «Аукцион душ», впервые была показана в Вашингтоне в январе 1919 года. В феврале состоялась премьера фильма для широкой публики в нью-йоркском отеле «Плаза». Фильм был показан в крупных городах 23-х штатов, а также в Великобритании и нескольких странах Латинской Америки. Сборы от показа «Растерзанной Армении» составили 30 миллионов долларов, которые по решению авторов фильма были направлены в фонд Near East Relief для оказания помощи 60 000 армянских сирот.
Позже Аврора занималась выкупом из мусульманских домов сотен армянских детей-сирот. Аврора снова переехала в Нью-Йорк и в 1929 году вышла замуж за армянского эмигранта Мартина Говеяна.
Умерла в калифорнийском доме для престарелых Ararat home of Los Angeles.

## Память
- В 1993 году почта Армении выпустила марку с её изображением.
- Учреждена ежегодная международная гуманитарная премия Аврора, которая присуждается от лица всех выживших во время Геноцида армян и в знак благодарности их спасителям[3].